# Menophra marianae
Menophra marianae är en fjärilsart som beskrevs av Dresnay 1939. Menophra marianae ingår i släktet Menophra och familjen mätare. Inga underarter finns listade i Catalogue of Life.